# Venturiales
Venturiales is een orde van Dothideomycetes uit de subklasse Pleosporomycetidae.

## Taxonomie
De taxonomische indeling van Venturiales is als volgt:
Orde: Venturiales
- Familie: Cylindrosympodiaceae
- Familie: Sympoventuriaceae
- Familie: Venturiaceae